# Chambave
Chambave (pron. fr. AFI: [ʃɑ̃bav]  - Tsambava in patois valdostano, Tschambuvu in töitschu) è un comune italiano di 891 abitanti della Valle d'Aosta.

## Geografia fisica

### Territorio
Il comune si trova nella valle centrale della Dora Baltea, a circa 18 chilometri a est da Aosta e circa 7 chilometri a ovest di Saint-Vincent.
Il territorio comunale si estende sia sulla sinistra orografica della Dora Baltea (Adret), sia alla sua destra orografica (Envers).
All'adret, si sviluppa all'incirca fino a 800 metri sul livello del mare. Il col Saint-Pantaléon collega Chambave con Torgnon.
Buona parte del territorio è occupato dalle vigne che producono alcuni tra i più rinomati vini valdostani.
All'envers, arriva fino ai 3006 metri, la cima del Mont Avic. Fino agli 800/900 metri s.l.m., il territorio è costituito da prati e boschi di castagni, sopra questa quota si trovano boschi di conifere (soprattutto larici e pino rosso).
- Classificazione sismica: zona 4 (sismicità molto bassa)[5]

## Storia
Grazie alla sua posizione, lungo la via delle Gallie, strada romana consolare fatta costruire da Augusto per collegare la Pianura Padana con la Gallia, e al suo ruolo di sede della Signoria di Cly, Chambave fu in passato un importante polo commerciale, e ospitò molte fiere e mercati importanti.
A partire dal Trecento, Chambave cominciò a diventare famosa per la sua attività vinicola, in particolare del Muscat de Chambave.
In epoca fascista, il comune incluse quelli di Verrayes e di Saint-Denis, e il toponimo viene italianizzato in Ciambave dal 1939 al 1945.

### Simboli
Lo stemma e il gonfalone sono stati concessi con decreto del presidente della Repubblica del 21 marzo 1997.
I grappoli d'uva ricordano la produzione vitivinicola del territorio; nel secondo e nel terzo quarto è riprodotto lo stemma della famiglia Roncas.
Il gonfalone è un drappo di giallo.

## Monumenti e luoghi d'interesse

### Architetture civili
- La Casa della Contessa (Maison de la comtesse), al villaggio Thuy;
- Il palazzo Roncas;
- Casa cinquecentesca della famiglia Guidonis;
- Casa con torre scalare accanto alla chiesa parrocchiale;
- La casa cinquecentesca dalle finestre gotiche in frazione Arlier;
- Il grenier de Thuy, edificio medievale in larice in avanzato stato di degrado. Sottoposto ad analisi dendrocronologica, ha rivelato un campione su 17 che è stato abbattuto nel terzo quarto del XV secolo.[8]

### Architetture religiose
- La chiesa parrocchiale di San Lorenzo, la cui base romanica risale al XII secolo, mentre l'edificio è settecentesco;
- La cappella della Madonna della Pietà (Notre-Dame-de-Pitié), San Luigi IX di Francia e San Giorgio (1676).

## Società

### Evoluzione demografica
Abitanti censiti

## Cultura

### Eventi
- Féta di resén (che significa "festa dell'uva", in patois chambosard), l'ultima domenica di settembre;
- Jouà de la rouletta (che significa "gioco della rouletta, in patois), si tiene nelle vie del borgo, il giorno di Saint-Laurentin, l'11 agosto, giorno seguente a San Lorenzo, patrono del comune. Il gioco simile alle bocce è praticato anche a Lillianes con il nome di rouotta, in costume tradizionale, in cui ogni giocatore cerca di avvicinare la propria boccia al pallino imitando il giocatore precedente.

## Economia
La tradizione vinicola di Chambave, già citata in documenti risalenti al XIV secolo, ruota oggi attorno alla cooperativa La Crotta di végneron (dal patois valdostano, La Cava dei vignaioli), creata nel 1980, che dispone di impianti per la vinificazione tra i più avanzati.
Tappa fondamentale della Route des vins, l'itinerario enologico valdostano, nel 2001 Chambave è entrato a fare parte dell'associazione nazionale Città del Vino.
I vigneti di Chambave producono oggi diversi vini di alta qualità, tra i più rinomati figurano il Muscat de Chambave, il Gamay, il Pinot Noir e il Passito di Chambave.

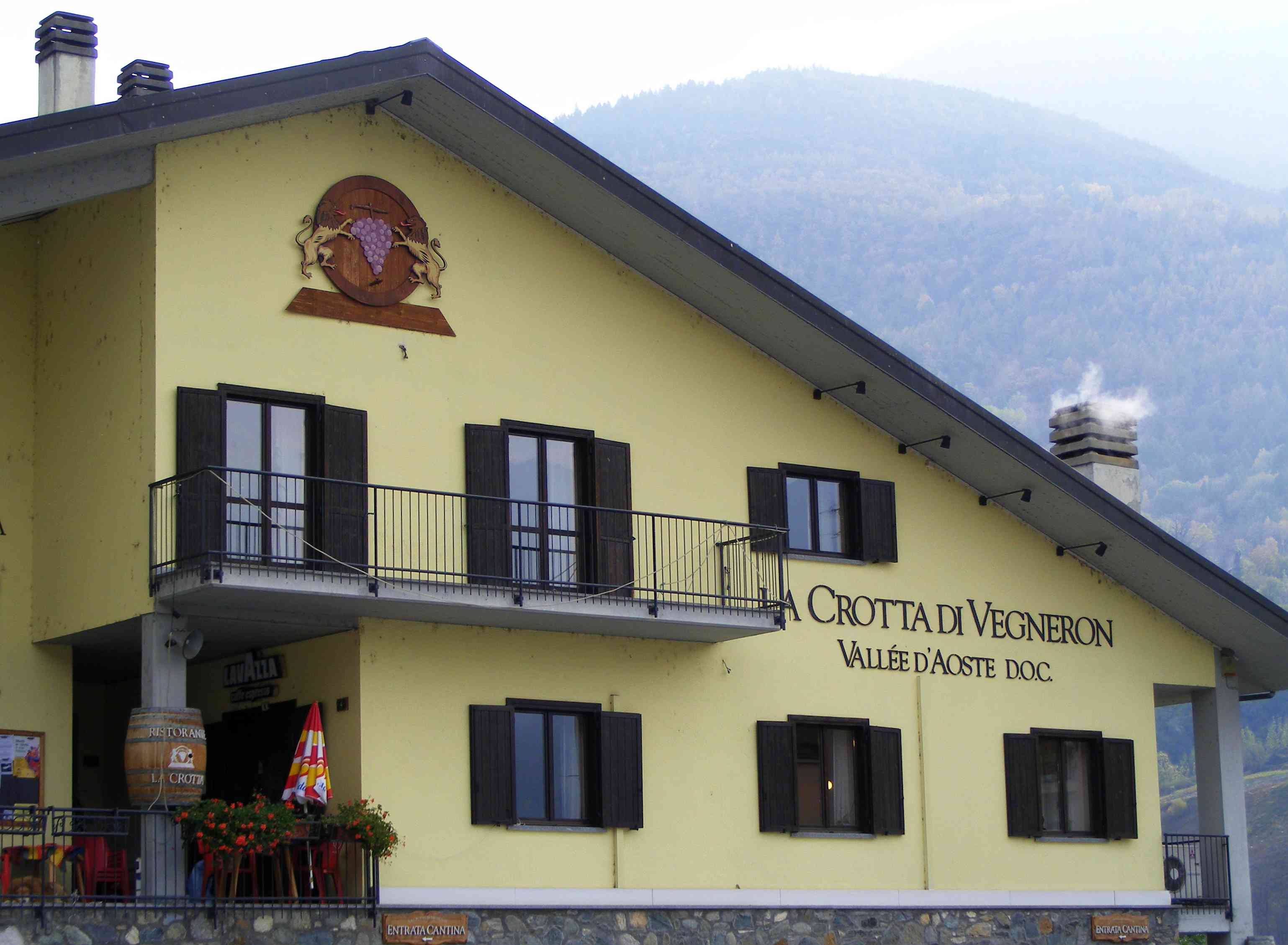
La Crotta di végneron
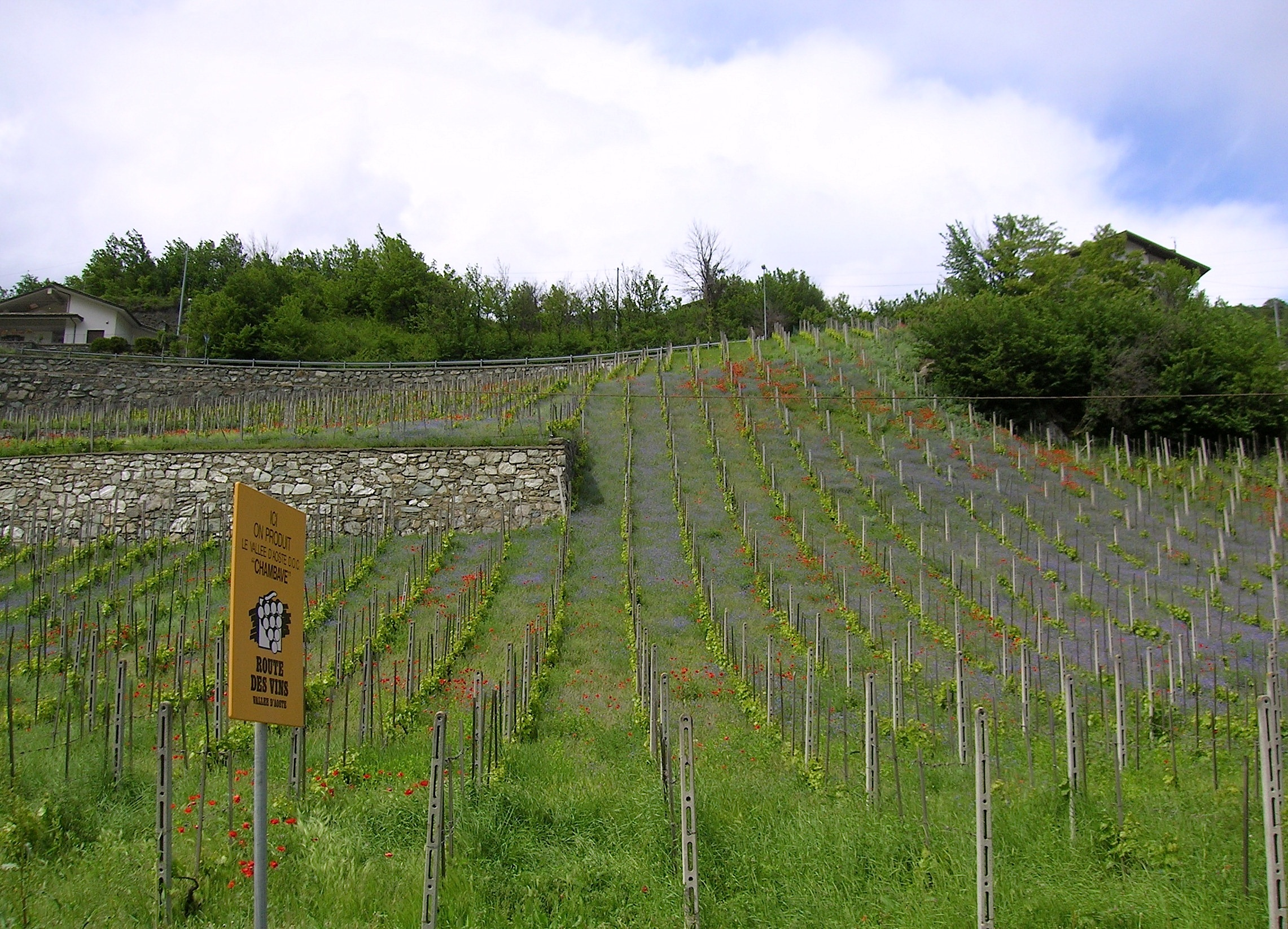
Un vigneto di Valle d'Aosta Chambave in primavera
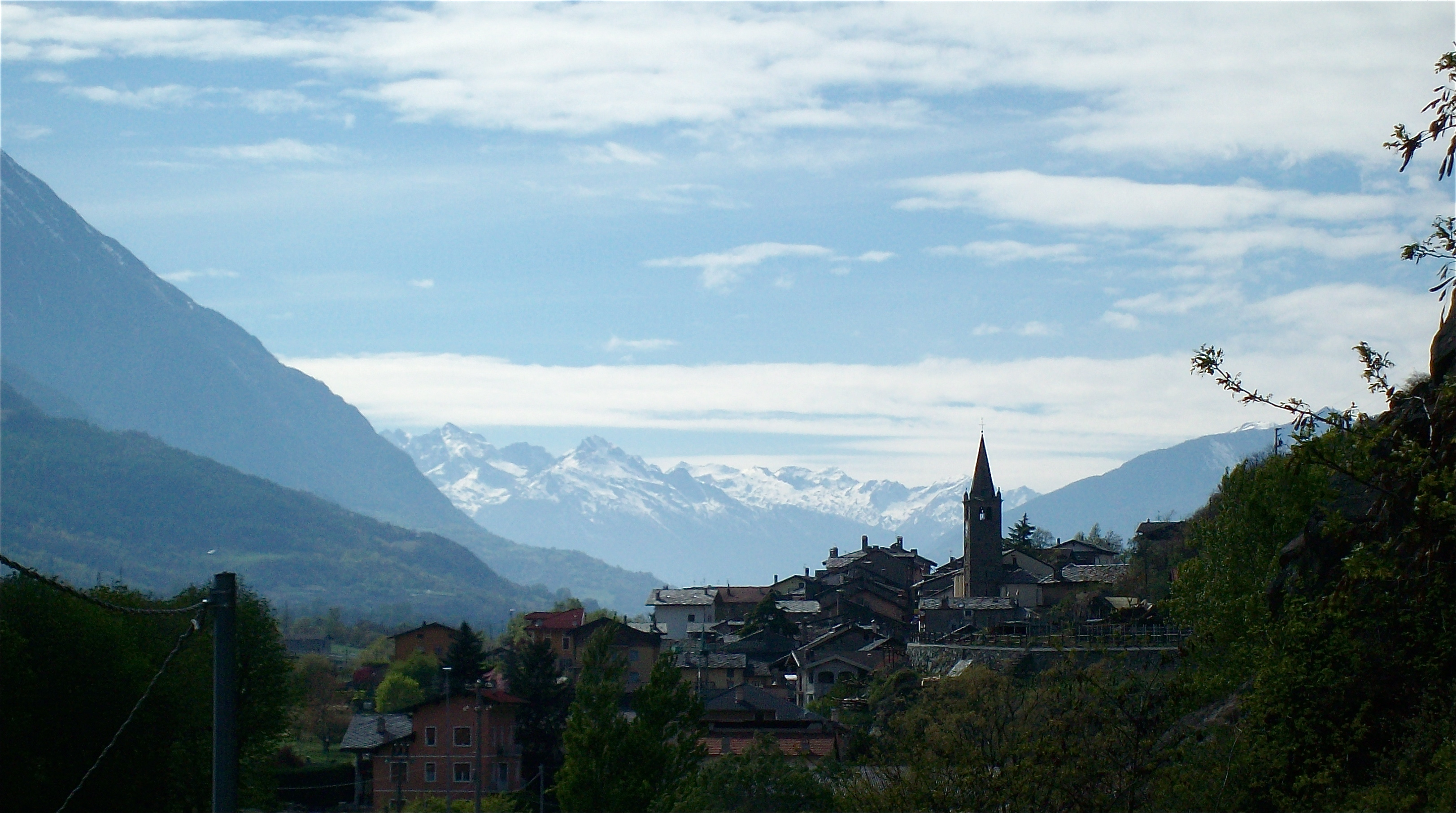
Il borgo visto dalla strada per Chandianaz

## Amministrazione

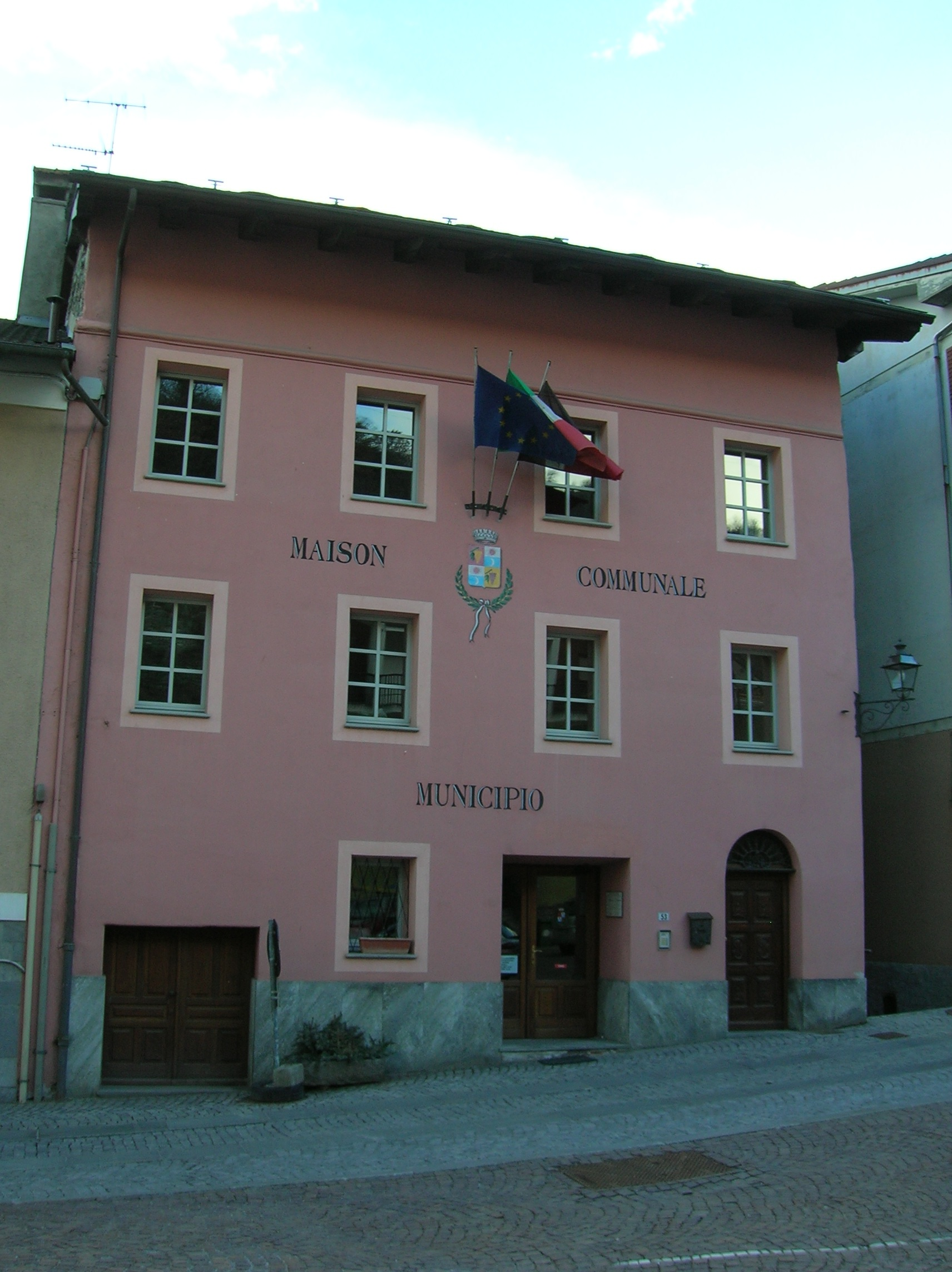
Municipio di Chambave

Fa parte dell'Unité des Communes valdôtaines Mont-Cervin.
Di seguito è presentata una tabella relativa alle amministrazioni che si sono succedute in questo comune.
| Periodo        | Periodo        | Primo cittadino      | Partito      | Carica  | Note   |
| -------------- | -------------- | -------------------- | ------------ | ------- | ------ |
| 6 giugno 1985  | 28 maggio 1990 | Andrea Menegoni      | -            | Sindaco | [ 10 ] |
| 28 maggio 1990 | 29 maggio 1995 | Riccardo Machet      | adp          | Sindaco | [ 10 ] |
| 29 maggio 1995 | 8 maggio 2000  | Luigi Pierino Grivon | uv           | Sindaco | [ 10 ] |
| 8 maggio 2000  | 9 maggio 2005  | Giancarlo Junod      | lista civica | Sindaco | [ 10 ] |
| 9 maggio 2005  | 24 maggio 2010 | Elio Chatrian        | lista civica | Sindaco | [ 10 ] |
| 24 maggio 2010 | 11 maggio 2015 | Elio Chatrian        | lista civica | Sindaco | [ 10 ] |
| 21 maggio 2015 | in carica      | Marco Vesan          |              | Sindaco | [ 10 ] |

### Gemellaggi
- Saint-Laurent-de-Mure

## Sport
In questo comune si gioca sia a palet sia a tsan, caratteristici sport tradizionali valdostani. In particolari occasioni si gioca anche all'antico gioco della rouletta.
Nel comune ha sede l'ASD Chambave, squadra che milita in Terza Categoria, ultimo livello della scala gerarchica del panorama calcistico italiano.

## Galleria d'immagini

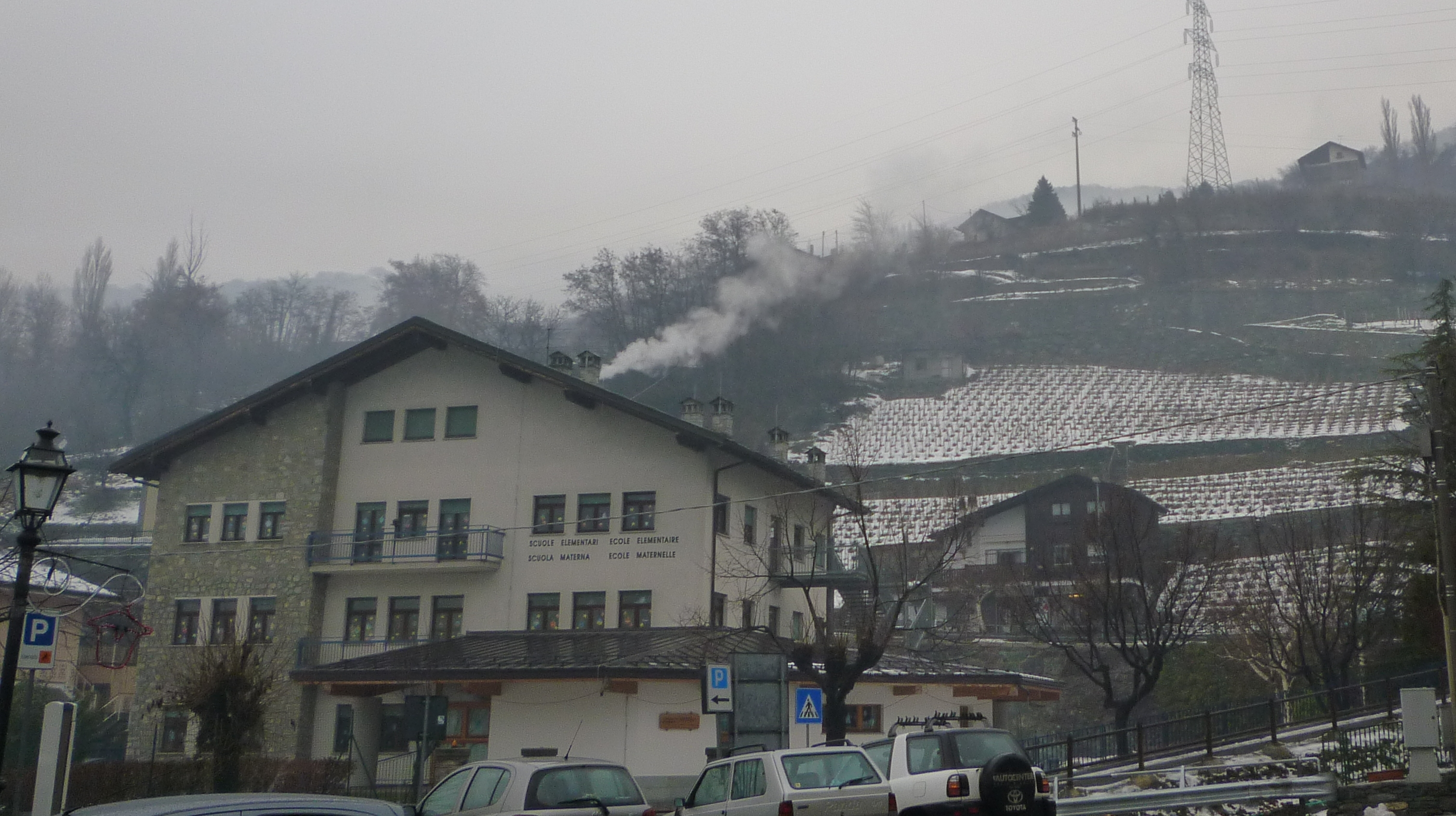
Le scuole elementari e materne di Chambave, viste da piazza Roncas
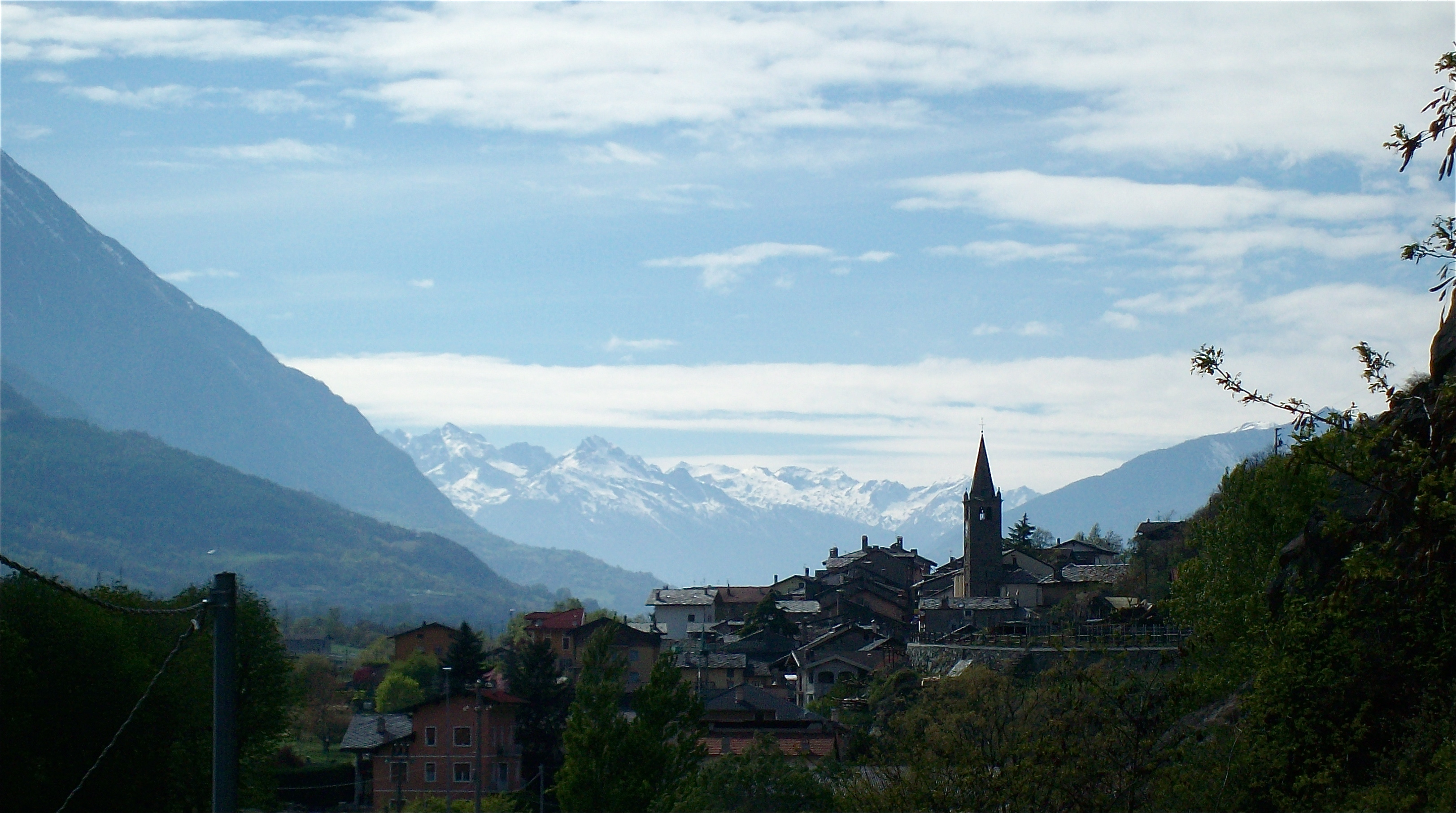
Vista del borgo di Chambave da Pilliolet
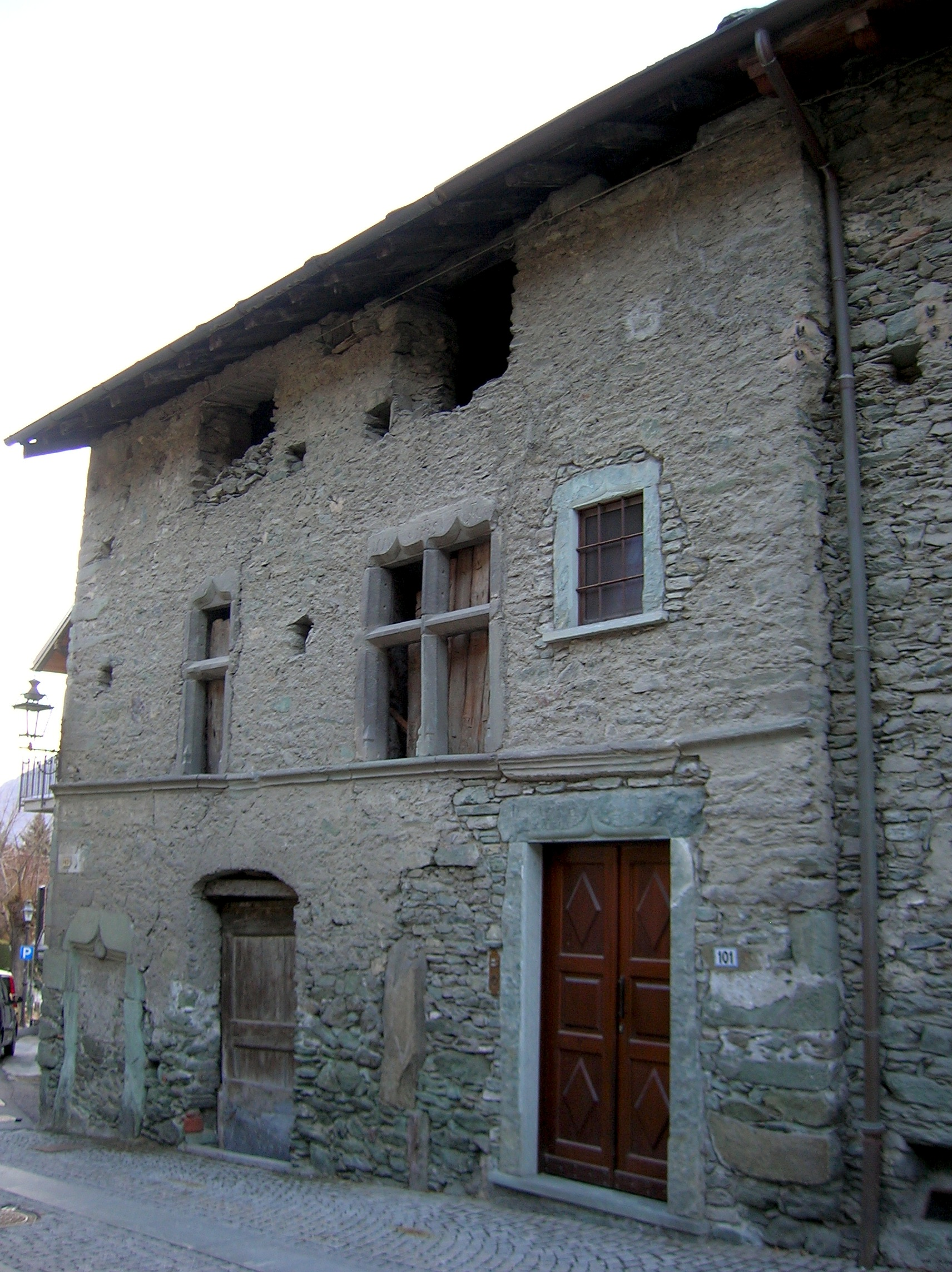
Casa cinquecentesca (1550) nel borgo
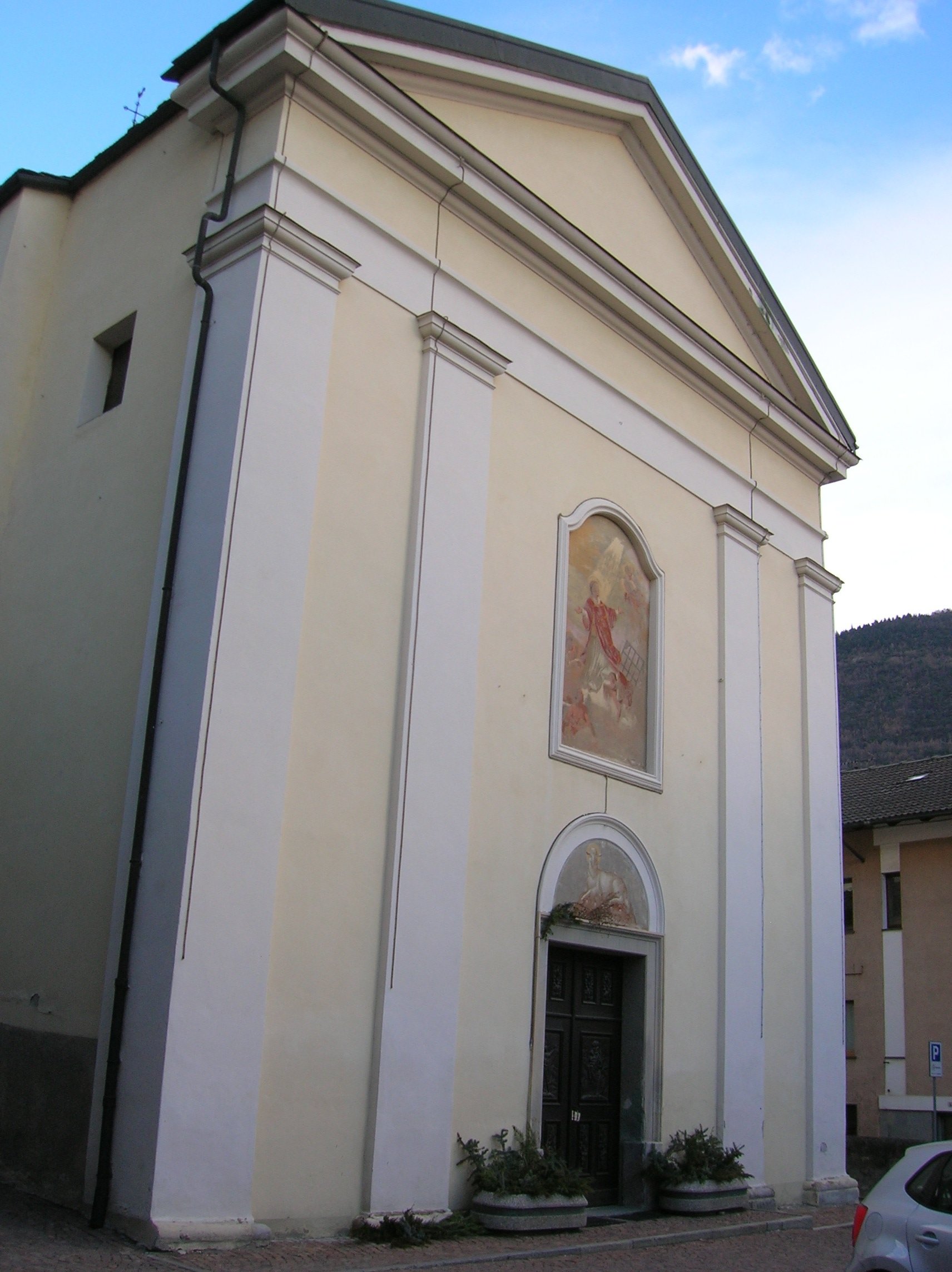
La chiesa parrocchiale
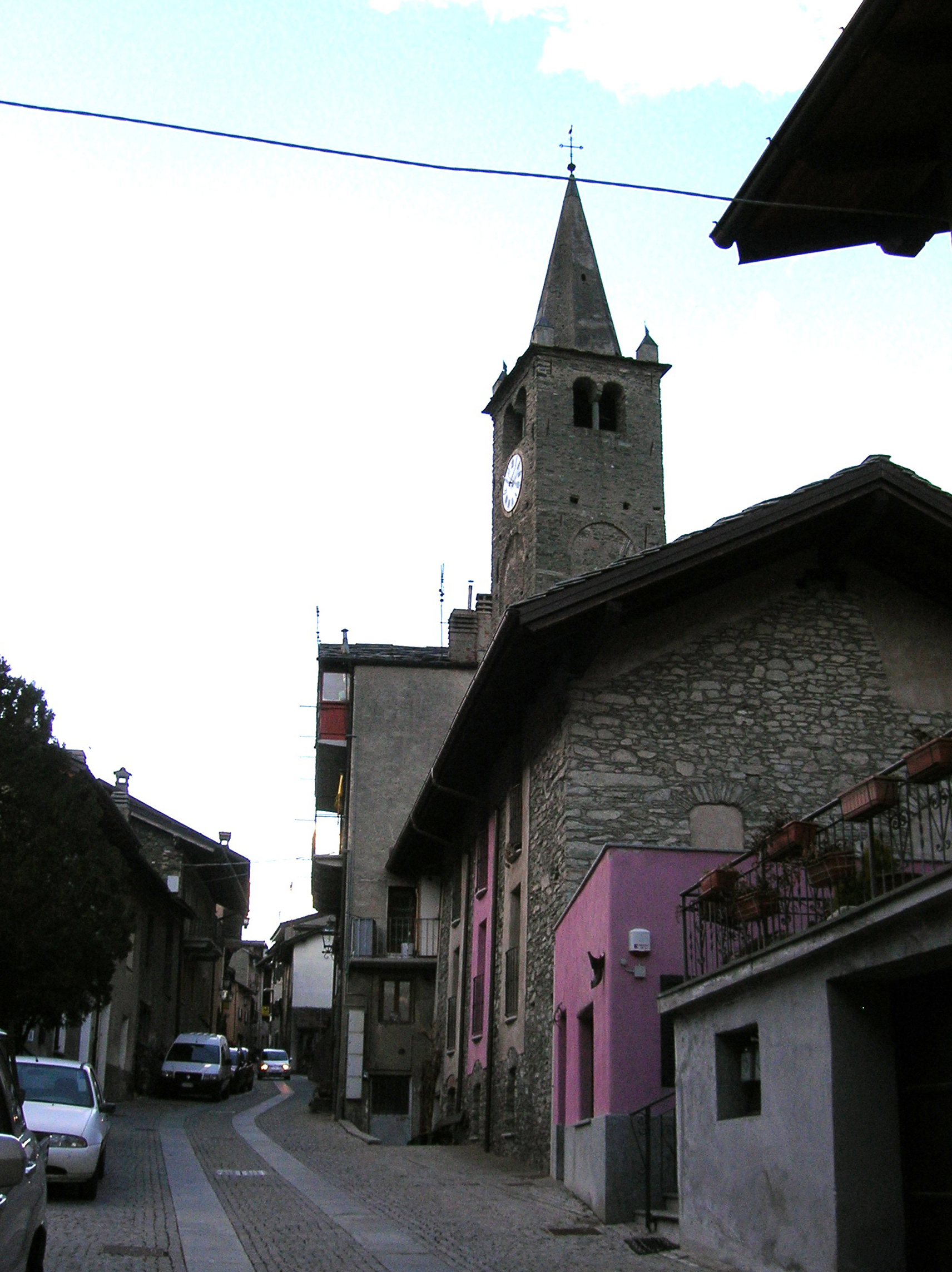
La chiesa e il borgo
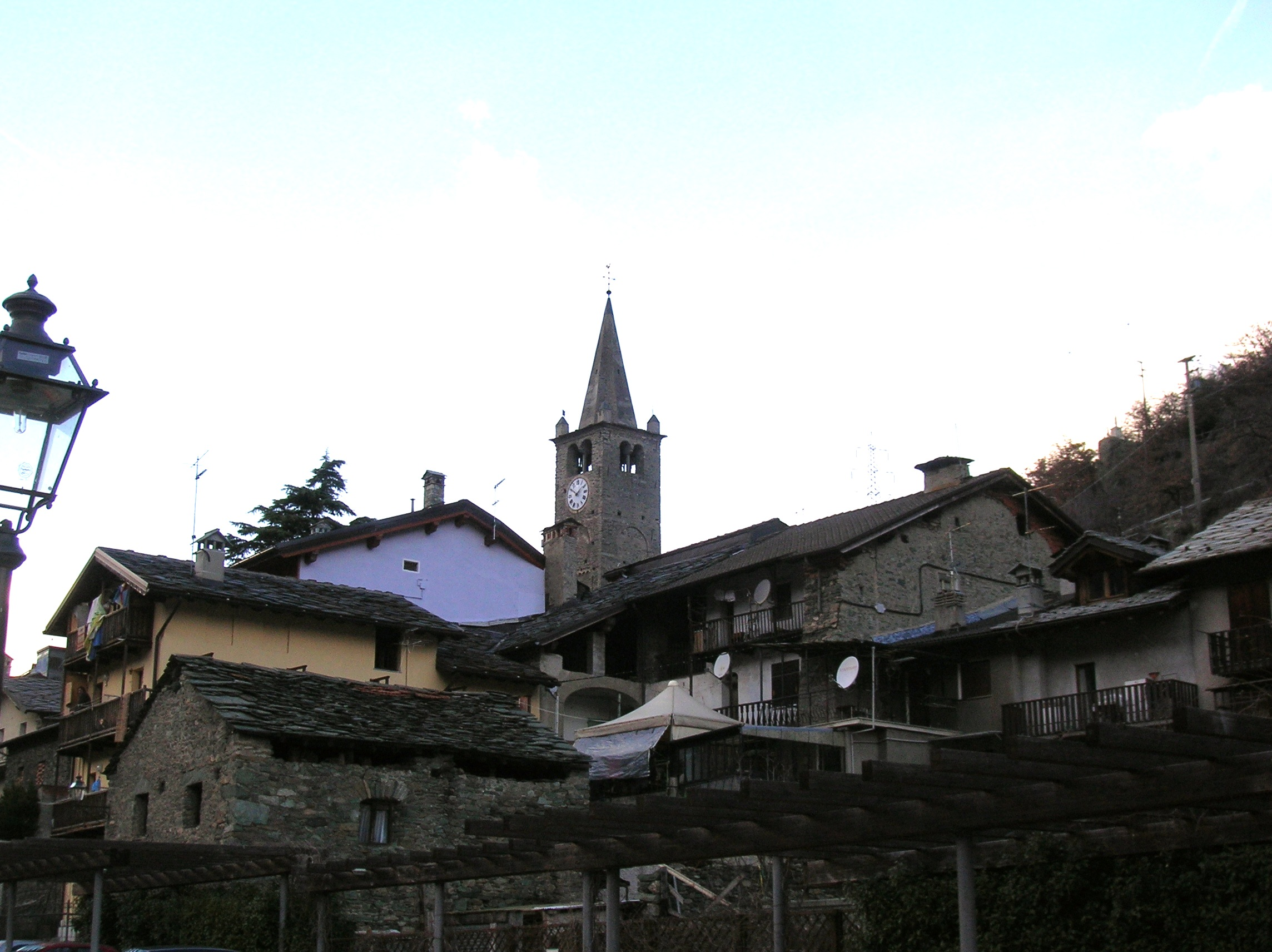
Il borgo